# Blind Channel
Blind Channel is een Finse posthardcoreband.

## Biografie
Blind Channel werd in 2013 opgericht in Oulu en bracht een jaar later zijn eerste single uit. Een eerste album volgde in 2016. Begin 2021 nam de band deel aan Uuden Musiikin Kilpailu, de Finse preselectie voor het Eurovisiesongfestival. Met het nummer Dark Side won de band, waardoor ze Finland mochten vertegenwoordigen op het Eurovisiesongfestival 2021 in Rotterdam, Nederland. In de finale eindigde de band op een 6e plaats met 301 punten achter Oekraïne en voor Malta.  

## Albums
| Title                              | Details                                                                                          |
| ---------------------------------- | ------------------------------------------------------------------------------------------------ |
| Revolutions                        | - Uitgebracht: 29 september 2016 - Label: Ranka Kustannus - Format: Digitale download, streaming |
| Blood Brothers                     | - Uitgebracht: 20 april 2018 - Label: Ranka Kustannus - Format: Digitale download, streaming     |
| Violent Pop                        | - Uitgebracht: 6 maart 2020 - Label: Ranka Kustannus - Format: Digitale download, streaming      |
| Lifestyles of the Sick & Dangerous | - Uitgebracht: 8 juli 2022 - Label: Century Media Records Ltd. - Format: Streaming               |
| Exit emotions                      | - Uitgebracht: 1 maart 2024 - Label: Century Media Records Ltd. - Format: Streaming              |

1961: Laila Kinnunen · 
1962: Marion Rung · 
1963: Laila Halme · 
1964: Lasse Mårtenson · 
1965: Viktor Klimenko · 
1966: Ann-Christine Nyström · 
1967: Fredi · 
1968: Kristina Hautala · 
1969: Jarkko & Laura · 
1971: Markku Aro & Koivistolaiset · 
1972: Päivi Paunu & Kim Floor · 
1973: Marion Rung · 
1974: Carita · 
1975: Pihasoittajat · 
1976: Fredi & The Friends · 
1977: Monica Aspelund · 
1978: Seija Simola · 
1979: Katri Helena · 
1980: Vesa-Matti Loiri · 
1981: Riki Sorsa · 
1982: Kojo · 
1983: Ami Aspelund · 
1984: Kirka · 
1985: Sonja Lumme · 
1986: Kari Kuivalainen · 
1987: Vicky Rosti & Boulevard · 
1988: Boulevard · 
1989: Anneli Saaristo · 
1990: Beat · 
1991: Kaija · 
1992: Pave · 
1993: Katri Helena · 
1994: CatCat · 
1996: Jasmine · 
1998: Edea · 
2000: Nina Åström · 
2002: Laura · 
2004: Jari Sillanpää · 
2005: Geir Rönning · 
2006: Lordi · 
2007: Hanna Pakarinen · 
2008: Teräsbetoni · 
2009: Waldo's People · 
2010: Kuunkuiskaajat · 
2011: Paradise Oskar · 
2012: Pernilla Karlsson · 
2013: Krista Siegfrids · 
2014: Softengine · 
2015: Pertti Kurikan Nimipäivät · 
2016: Sandhja · 
2017: Norma John · 
2018: Saara Aalto · 
2019: Darude feat. Sebastian Rejman · 
2021: Blind Channel · 
2022: The Rasmus · 
2023: Käärijä · 
2024: Windows95Man ·
2025: Erika Vikman